# Az Európai Unió Bírósága
Az Európai Unió Bírósága (más néven Európai Bíróság) az Európai Unió (EU) legfelsőbb igazságszolgáltatási szerve. Gondoskodik arról, hogy az európai uniós jogszabályokat mindegyik EU-tagállam azonos módon értelmezze és alkalmazza, illetve hogy az uniós országok és intézmények betartsák az uniós jogot.  A bíróság  székhelye Luxembourg. 1952-ben alapították.

## Hatásköre
Ítélkezik az európai jog értelmezésének ügyeiben, főként alábbi esetekben:
- Az Európai Bizottság követelése, amikor egy tagállam nem hajt végre egy uniós irányelvet vagy más jogi követelményt.
- Az Európai Bizottság hatáskör-túllépésével kapcsolatos követelések.
- A tagállamok egymás közötti vitás ügyei.
- Kérésre tájékoztatást nyújt a tagállamok nemzeti bíróságainak az Európai Közösség jogának hatályáról, érvényességéről. Az EU hivatalos nyelveinek mennyisége és az eltérő politikai célok miatt a helyi bíróságoknak gyakran nehézségei támadnak a jogszabályok értelmezésével bizonyos összefüggésekben. Az Európai Bíróság értelmezése kötelező érvényű a nemzeti bíróságokra nézve. Az Európai Bíróság nem jogosult az adott ügyek eldöntésére, csak a jog értelmezésének segítése a feladata.

## Működése
Magánszemélyek nem fordulhatnak közvetlenül az Európai Bírósághoz. Ha magánszemélyeknek jogi vitája támad az Európai Unió egyik intézményével, akkor előbb egy alacsonyabb rangú szervhez, az úgynevezett Elsőfokú Bírósághoz (A lisszaboni szerződéssel neve Törvényszékre változott) kell fordulniuk. Ha az ítélet számukra kedvezőtlen, akkor fellebbezhetnek a döntés ellen az Európai Bíróságon. Az Európai Bizottság és más uniós intézmények alkalmazottai szintén az ún. Közszolgálati Törvényszékhez fordulhattak az őket érő jogsérelem esetén. Ez a megoldás tehermentesítette a legfelsőbb szintet, viszont fellebbezés esetén meghosszabbította a döntési folyamatot. A Közszolgálati Törvényszék hatásköreit a Törvényszék saját hatáskörébe olvasztotta, 2016. szeptember 1. napján megszűnt a Közszolgálati Törvényszék.

## Szervezete
Az Európai Bíróság 27 bíróból és 11 főtanácsnokból áll, akiket 6 éves időtartamra választanak meg. Olyan jogászok közül választják ki őket, akiknek függetlenségéhez nem férhet kétség, és akik megfelelnek az országukban a legmagasabb bírói tisztségekbe történő kinevezéshez szükséges feltételeknek, vagy elismert szakértelemmel rendelkező jogtudósok, a bírákat és főtanácsnokokat a tagállamok kormányai közös megegyezéssel nevezik ki. Minden EU-tagállam egy bírót jelölhet, így a számuk mindig megegyezik a tagállamok számával. A bíróságban páratlan számú bírónak kell lennie, ezért ha páros a tagállamok száma, akkor még pótlólag választanak bírákat. A 11 tanácsnok közül ötöt a legnagyobb tagállamok jelölnek: Németország, Franciaország, az Egyesült Királyság, Olaszország, Spanyolország. A másik hatot a többi huszonhárom állam felváltva, betűrendben jelölheti.
A tanácsnokok az Európai Bíróság teljes jogú tagjai, de mivel nem bírák, nem vesznek részt az ítéletről szóló tanácskozáson. A feladatuk a bíróság számára egy jogi megoldás előterjesztése a rájuk bízott ügyben. Az előterjesztés nem köti a bíróságot, de a bírák általában követni szokták.
A Bíróság magyar tagja korábban Juhász Endre volt, majd Csehi Zoltán, elnöke Koen Leanards.
A Törvényszék magyar tagja korábban Csehi Zoltán és Berke Barna volt, majd Kecsmár Krisztián és Tóth Tihamér, elnöke Marck Jaeger.